# Elezioni parlamentari in Polonia del 2011
Le elezioni parlamentari in Polonia del 2011 si tennero il 9 ottobre per il rinnovo dell'Assemblea nazionale (Sejm e Senato). In seguito all'esito elettorale, Piattaforma Civica formò il governo e Donald Tusk fu confermato Presidente del Consiglio.

## Risultati

### Sejm
| Liste                                             | Voti       | %     | Seggi |
| ------------------------------------------------- | ---------- | ----- | ----- |
| Piattaforma Civica                                | 5 629 773  | 39,18 | 207   |
| Diritto e Giustizia                               | 4 295 016  | 29,89 | 157   |
| Movimento Palikot                                 | 1 439 490  | 10,02 | 40    |
| Partito Popolare Polacco                          | 1 201 628  | 8,36  | 28    |
| Alleanza della Sinistra Democratica               | 1 184 303  | 8,24  | 27    |
| La Polonia è la Più Importante                    | 315 393    | 2,19  | –     |
| Nuova Destra - Piattaforma Janusz Korwin-Mikke    | 151 837    | 1,06  | –     |
| Partito Polacco del Lavoro                        | 79 147     | 0,55  | –     |
| Destra della Repubblica                           | 35 169     | 0,24  | –     |
| Minoranza Tedesca                                 | 28 014     | 0,19  | 1     |
| Polonia Patria Nostra - Autodifesa Andrzej Lepper | 9 733      | 0,07  | –     |
| Totale                                            | 14 369 503 | 100   | 460   |

### Senato
| Liste                                             | Voti       | %     | Seggi |
| ------------------------------------------------- | ---------- | ----- | ----- |
| Piattaforma Civica                                | 5 173 300  | 35,60 | 63    |
| Diritto e Giustizia                               | 3 915 355  | 26,94 | 31    |
| Partito Popolare Polacco                          | 1 363 796  | 9,39  | 2     |
| Alleanza della Sinistra Democratica               | 1 307 547  | 9,00  | –     |
| Rafał Dutkiewicz (Indipendente)                   | 261 135    | 1,80  | 1     |
| La Polonia è la Più Importante                    | 109 182    | 0,75  | –     |
| Marek Borowski (Indipendente)                     | 104 238    | 0,72  | 1     |
| Destra della Repubblica                           | 82 115     | 0,57  | –     |
| Kazimierz Kutz (Indipendente)                     | 81 662     | 0,56  | 1     |
| Partito Polacco del Lavoro                        | 76 913     | 0,53  | –     |
| Nuova Destra - Piattaforma Janusz Korwin-Mikke    | 73 028     | 0,50  | –     |
| Włodzimierz Cimoszewicz (Indipendente)            | 39 095     | 0,27  | 1     |
| Minoranza Tedesca                                 | 34 247     | 0,24  | –     |
| Polonia Patria Nostra - Autodifesa Andrzej Lepper | 16 314     | 0,11  | –     |
| Altri                                             | 1 893 535  | 13,03 | –     |
| Totale                                            | 14 531 462 | 100   | 100   |

- Piattaforma Civica include: indipendenti di Socialdemocrazia di Polonia e indipendenti del Partito Democratico.
- Alleanza della Sinistra Democratica include: Unione del Lavoro, Verdi 2004, Iniziativa Femminista, Socialdemocrazia di Polonia, Partito Democratico, Autodifesa della Repubblica Polacca e altri.
- Partito Polacco del Lavoro include: indipendenti di Autodifesa della Repubblica Polacca.

## Contesto

### Sistema elettorale

Circoscrizioni del Senato.

Le elezioni furono indette per il rinnovo del Sejm e del Senato. Il Sejm è eletto mediante sistema proporzionale con sbarramento del 5%, nell'ambito di 41 circoscrizioni plurinominali e con recupero dei resti tramite il metodo D'Hondt,. Per il Senato, la nuova legge elettorale aveva introdotto un sistema uninominale a turno unico, all'interno di 100 collegi uninominali.
La nuova legge elettorale aveva inoltre previsto alcune novità:
- gli anziani e i disabili furono autorizzati al voto per delega;
- i non vedenti poterono usare il Braille;
- fu introdotta la parità dei sessi sulle liste elettorali: almeno il 35% dei candidati al Sejm doveva essere uomo o donna.

### La data delle elezioni
La data elettorale, il 9 ottobre, è stata scelta dal Presidente della Polonia Bronisław Komorowski, ed è stata annunciata il 4 luglio. L'ultima data possibile per lo svolgimento delle elezioni era il 30 ottobre 2011, rispetto alle precedenti elezioni parlamentari del 2007. Prima dell'annuncio della data, le date considerate più probabili erano state il 16 ottobre o il 23 ottobre.
Nonostante la coalizione di governo godesse di una forte maggioranza, si pensò a posticipare le elezioni alla primavera del 2012, per evitare che la campagna elettorale interrompesse la Presidenza polacca del Consiglio dell'Unione europea, in corso nella seconda metà del 2011. L'idea era sostenuta dall'Alleanza della Sinistra Democratica e da La Polonia è la Più Importante, ma fu fermamente contestata da Diritto e Giustizia. Il Maresciallo del Sejm Grzegorz Schetyna, di Piattaforma Civica, non reputò le elezioni anticipate una scelta possibile.
Piattaforma Civica preferiva un'elezione il 23 ottobre. Dato che la Commissione Elettorale Nazionale aveva deciso che il 30 ottobre era troppo vicino alla festività di Ognissanti, e le elezioni si tengono solitamente la domenica, il 23 ottobre era l'ultima data per tenere le elezioni. Alla fine, Komorowski decise per il 9 ottobre.
Fu proposta anche l'idea di votare in due giorni anziché uno, per aumentare l'affluenza degli elettori. Dato però che un'elezione di due giorni sarebbe costata 130-140 milioni di złoty, rispetto ai 90 milioni per un'elezione che si tiene in un singolo giorno, l'idea è stata rigettata.

### Partiti
Vi sono stati 25.993 candidati per 30.512.850 elettori.
Piattaforma Civica (PO), il maggiore partito della coalizione guidato dal Primo Ministro Donald Tusk cercava la rielezione. I sondaggi degli ultimi quattro anni mostravano chiaramente che PO aveva la percentuale maggiore di sostegno popolare tra tutti i partiti politici. PO cercava sia di ottenere la maggioranza da solo, sia di continuare la coalizione con il partito minore PSL (Partito Popolare Polacco). Durante la campagna elettorale, Tusk escluse la possibilità di una coalizione sia con Diritto e Giustizia, sia col Movimento di Palikot.
Diritto e Giustizia (PiS) era il secondo partito uscito dalle elezioni del 2007 e fu il partito guida della coalizione dal 2005 al 2007. La maggiore difficoltà di PiS in queste elezioni non sono state solo nel forte consenso di PO, ma il fatto di trovare un partner di coalizione. Jarosław Kaczyński aveva già escluso la possibilità di allearsi sia con gli ex comunisti dell'Alleanza della Sinistra Democratica, sia col Movimento di Palikot; inoltre, le relazioni con il PSL (tradizionalmente visto dai media come partner di coalizione opportunista, pronto ad allearsi con chiunque) erano già tesi, specialmente dopo le recenti dichiarazioni di Adam Hofman che attaccavano i membri del PSL dopo la trasmissione degli spot televisivi elettorali di PSL.
Alleanza della Sinistra Democratica (SLD), il maggiore partito di sinistra in Polonia, dal 2005 cerca di riconquistare la sua posizione all'interno dei due maggiori partiti polacchi. Un grande risultato per SLD in queste elezioni, oppure un cattivo risultato di PSL (il partner di coalizione più probabile per PO) avrebbe potuto obbligare PO a cercare un'alleanza con SLD; questo fatto non si è poi verificato.
Il Partito Popolare Polacco (PSL) è un partito agrario; era il partner minoritario nel governo di coalizione con PO dal 2007. Nonostante alcuni sondaggi dessero il sostegno al PSL pericolosamente vicino alla soglia del 5%, il partito ha ottenuto risultati migliori, anche se di poco, rispetto a quanto indicavano i sondaggi. PSL è visto generalmente come partner di coalizione che non disdegna alleanze con qualsiasi partito, a seconda delle necessità.
La Polonia è la Più Importante (PJN) è un nuovo partito sulla scena politica polacca, nato da una scissione di PiS a seguito delle elezioni presidenziali del 2010. La rappresentanza parlamentare futura di PJN era incerta, dato che molti sondaggi davano il sostegno popolare sotto la soglia del 5%. Il partito aveva sofferto una crisi interna quasi costante sin dalla fondazione, tanto che molti suoi deputati lasciarono il partito per accedere ad altri partiti in Parlamento; tra questi vi fu la presidentessa Joanna Kluzik-Rostkowska, che passò a PO. I commentatori politici sostengono che PJN non sia riuscito a mostrarsi come alternativa reale sulla scena politica, ma è stato invece percepito solo come una debole variazione dal partito da cui si è staccato.
Il Movimento Palikot (RP) è una fazione scissasi da PO per seguire il deputato Janusz Palikot dopo che era stato espulso dal partito per i suoi riferimenti scandalosi all'ex Presidente Lech Kaczyński. Come il PJN, RP era visto come uno dei sei partiti che, secondo i sondaggi, aveva effettivamente la probabilità di entrare in Parlamento. RP, sulla scena politica polacca, si distingue dagli altri partiti perché mette grande enfasi sui caratteri anticlericali del proprio programma (nella pratica usuale, in Polonia i partiti provano ad ottenere il sostegno non ufficiale della Chiesa, o quantomeno non cercano di apparire anticlericali) insieme ad appelli per porre fine alla politica anti-abortista e per introdurre i matrimoni civili per persone dello stesso sesso. In ambito economico, RP si rifà sia a idee di sinistra, che di destra.
Tra gli altri partiti che si sono presentati in tutti i 41 distretti elettorali per il Sejm nel 2011 vi è il Partito Polacco del Lavoro (PPP). Tra gli altri partiti vi è stato il Congresso della Nuova Destra (KNP), in 21 distretti, Destra della Repubblica (PR, 20 distretti), PoloniaPatria Nostra  (NDP, 9 distretti) e Minoranza Tedesca (MN, 1 solo distretto). Con l'eccezione della minoranza tedesca (che essendo un partito di minoranza etnica è esente dal raggiungere la soglia del 5% per accedere al Sejm), secondo i sondaggi tutti questi partiti non potevano raggiungere la soglia di accesso al Parlamento. Altri partiti minori hanno deciso di non partecipare alle elezioni in modo indipendente, optando per negoziare un posto sulle liste elettorali del partiti maggiori.

### Esito
I sondaggi avevano predetto una vittoria per Piattaforma Civica con il 39,6% dei voti, e per Diritto e Giustizia un 30,1%, il che sarebbe stato sufficiente per guidare un governo di coalizione. Alla fine dei conteggi, l'affluenza dei votanti è stata del 48,92%. Al Sejm, Poznań ha fatto registrare l'affluenza maggiore (60,2%), mentre Elbląg ha avuto l'affluenza peggiore, con il 41,24%. I voti validi sono stati il 95,48%. Al Senato, l'affluenza è stata del 48,92%, con il collegio di Varsavia I che ha registrato l'affluenza maggiore (73,61%), mentre quello di Opole ha avuto l'affluenza peggiore (38,1%). I voti validi sono stati il 96,57% del totale.
Piattaforma Civica (PO) ha ottenuto la maggioranza relativa, con 207 seggi al Sejm, seguita da Diritto e Giustizia (PiS) con 157 seggi. Il movimento di Palikot ha ottenuto 40 seggi, mentre il secondo partito della coalizione di governo, il Partito Popolare Polacco, ha conquistato 28 seggi. L'Alleanza della Sinistra Democratica ha avuto 27 seggi. Al Senato, PO ha conquistato la maggioranza assoluta, con 63 seggi, mentre PiS ne ha avuti solo 31. L'unico altro partito ad avere rappresentanza in Senato è stato il Partito Popolare Polacco, con 2 seggi; sono inoltre stati eletti quattro indipendenti.
Il Primo Ministro Donald Tusk, di Piattaforma Civica, ha affermato che "il più alto onore per me e per Piattaforma Civica è che lavoreremo per i prossimi quattro anni per voi, a prescindere da quello che avete votato oggi. Nei prossimi quattro anni lavoreremo ancora di più." I leader di Diritto e Giustizia, Jarosław Kaczyński, ha riconosciuto la sconfitta. I mercati finanziari polacchi hanno reagito positivamente ai risultati elettorali, con lo złoty che ha guadagnato terreno.